# Снаббінг

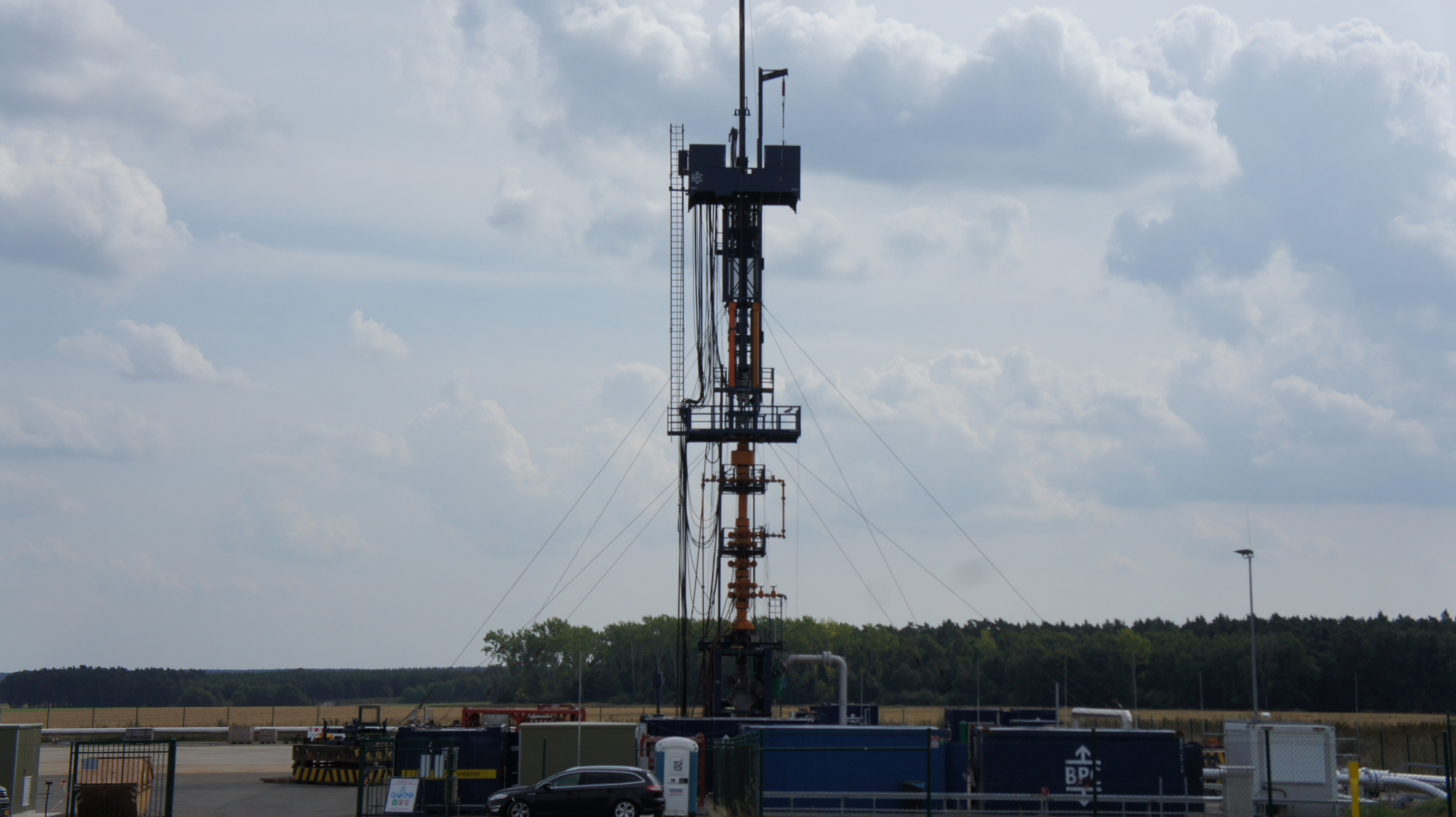
Снаббінгова установка 600K, Німеччина.

Снаббінг (англ. Snubbing) — у нафтогазовій справі — проведення капітального ремонту свердловин без глушіння, зокрема, опускання труб під тиском, примусове спускання-піднімання труб під тиском, спуск під тиском (інструменту в свердловину), спуск труб в свердловину під високим тиском. У загальному розумінні «снаббінг» — робота під тиском.

## З історії технології
У 1920 році Г. Отісом (США) була запропонована установка зі спеціальною талевою системою для проведення спуско-підіймальних операцій у незаглушеній фонтанній свердловині. У 1950-ті роки, США — спостерігалося поширення цієї технології.
Розвиток технології продовжувався у 1990—2000 роки.
Нині Снаббінг поширений у світі.
В Україні перші снаббінг-установки з'явилися ще у 1970-х роках.

## Сучасний стан
Снаббінг вважається високотехнологічним методом ремонту свердловин. Дана технологія дозволяє мінімізувати негативні наслідки для покладів вуглеводнів, які, як правило, викликаються глушінням свердловини при традиційному ремонті. 
Нині виготовляються снаббінгові установки 95K, 120K, 150K, 170K, 225K, 340K, 460K, 600K. Число вказує на тягове зусилля, і 150K означає, що пристрій здатний витягати максимальні 150 000 фунтів.
Країни-продуценти установок: Нідерланди, Китай, США.
Параметри установок:
- Зусилля на підйом: 410—2270 кН.
- Зусилля примусового спуску: 230—1150 кН.
- Діаметри труб: 42—114 мм.
- Тиск на гирлі: 14; 21; 35; 70; 105 мПа.

|                                        |
| Спеціальна збірка в контейнерах - 600K |

|                                   |
| установка 340K в польових умовах. |

|                           |
| установка 600K, Німеччина |

Застосування сучасних варіантів технології в Україні можливі при вирішенні ряду питань: змінах в правилах безпеки робіт на свердловинах, технічною адаптацією вітчизняних свердловин для їх суміщення зі снаббінговими технологіями, навчання та сертифікація технічного персоналу занятого на снаббінгових технологіях.
Subbing Units широко використовуються в Західній Африці.
Переваги подібні до переваг використання колтюбінга:
- немає необхідності заглушати свердловину, тим самим збільшуючи пошкодження продуктивного пласту;
- швидкий монтаж;
- високе співвідношення між потужністю установки та відношенням до її розміру;
- компактність, що незамінно на шельфових платформах;
- депресійні роботи (underbalanced), тобто роботи на знижених вибійних напорах при постійному притоку флюїду.

Недоліки:
- мала рейсова швидкість при спуско-підйомних операціях;
- неможливість створення ударних навантажень, які необхідні при багатьох ловильних (аварійних) роботах;
- порівняно велике обмеження використання "нестандартних" компоновок з різними зовнішніми діаметрами.

Снабінгові установки добре себе зарекомендували для нескладних ремонтах, особливо на дорогих свердловинах з великим дебітом.

## ПІДВИЩЕННЯ ЕФЕКТИВНОСТІ РЕМОНТУ СВЕРДЛОВИН ЗАСТОСУВАННЯМ СНАББІНГОВИХ ТЕХНОЛОГІЙ
У зв’язку із щорічним збільшенням чисельності фонду експлуатаційних нафтових і газових свердловин зростають трудомісткість, тривалість і вартість робіт з їх підтримання в роботоздатному стані. Відповідно зростають чисельність необхідних для виконання вказаних робіт технічних засобів, витрати на їх придбання та утримання. Це збільшує собівартість продукції, що обумовлює  необхід¬ність кардинальних змін в застосовуваних способах, технологіях і технічних засобах ремонту, освоєння та обслуговування свердловин.
Спроби ремонту свердловин за умови депресії на пласті були давно. Ще в 1920 році Г. Отісом (США) була запропонована установка зі спеціальною талевою системою для проведення спуско-підіймальних операцій у незаглушеній фонтанній свердловині.
Впровадження технології ремонту свердловин під тиском (без їх глушіння) вимагали розв’язання ряду складних технічних задач. 
По-перше, виникла необхідність створення спуско-підіймального комплексу, який здатний забезпечити спуск трубної колони у свердловину як під власною вагою так і примусовий спуск. При підніманні трубної колони із свердловини спуско-підіймальний комплекс повинен працювати як в режимі підйому, так і в режимі стримування від виштовхування трубної колони із свердловини. Традиційний спуско-підіймальний комплекс базується на принципі роботи поліспастного механізму не відповідає вказаним вимогам. Останні можна реалізувати за допомогою силових гідроциліндрів (гідропідйомника).
По-друге, ремонт свердловин під тиском вимагає наявності високонадійного противикидного устьового обладнання, яке було б здатне гарантувати фонтанну безпеку в процесі ремонту. Сучасні снабінгові установки оснащені двома блоками превенторів: робочими, через які протягують трубну колону під тиском та аварійними, які знаходяться в режимі оперативної готовності.
Слід зазначити, що важливою умовою для реалізації снабінгових технологій є забезпечення високого ресурсу і надійності ущільнювальних вузлів робочих плашкового і універсального превенторів. Сучасні конструкції універсальних превенторів здатні пропустити під тиском через ущільнювальний елемент декілька тисяч муфт, десятки тисяч метрів гладкої труби.
Важливо також відмітити наявність психологічного чинника, що впливає на технічний персонал, який працює на снабінгових установках. Робота на снабінгових установках супроводжується постійною небезпекою аварійного ви-киду і втрати контролю над свердловиною. Використання в конструкції снабінгових установок гідроприводу всіх основних механізмів, наявність систем захисту та блокування дало можливість звести до мінімуму ризики, що мають місце при роботах під тиском. 
Доречно відзначити необхідність високих кваліфікаційних вимог до технічного персоналу, який обслуговує снабінгові установки. Останні знаходяться на декілька рівнів вище за технічною оснащеністю в порівнянні з підйомними установками, що використовуються для ремонту свердловин з попереднім глушінням. У зв’язку з наведеним технічний персонал повинен проходити навчання за спеціальною програмою, бути сертифікованим та набути практичних навиків роботи на снабінгових установках.
Наміри нафтогазової компанії щодо застосування снабінгової технології ремонту фонтанних свердловин пов’язані перш за все з виконанням порівняльного аналізу його ефективності по відношенню до традиційної технології ремонту з глушінням свердловин.

## Інтернет-ресурси
- How Snubbing Units Work [Архівовано 20 квітня 2021 у Wayback Machine.]
- https://www.youtube.com/watch?v=2xOHaoxoPog&ab_channel=fabiansoto121 [Архівовано 22 листопада 2021 у Wayback Machine.]
- Снаббинг. Управление скважиной при КРС. Капитальный ремонт скважины.